# Stecker-Typ M

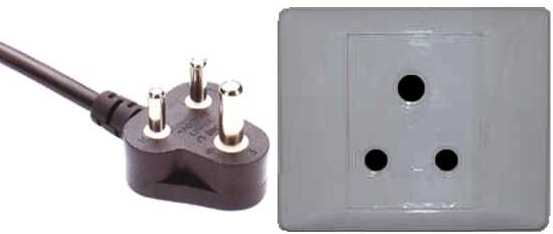
Stecker-Typ M

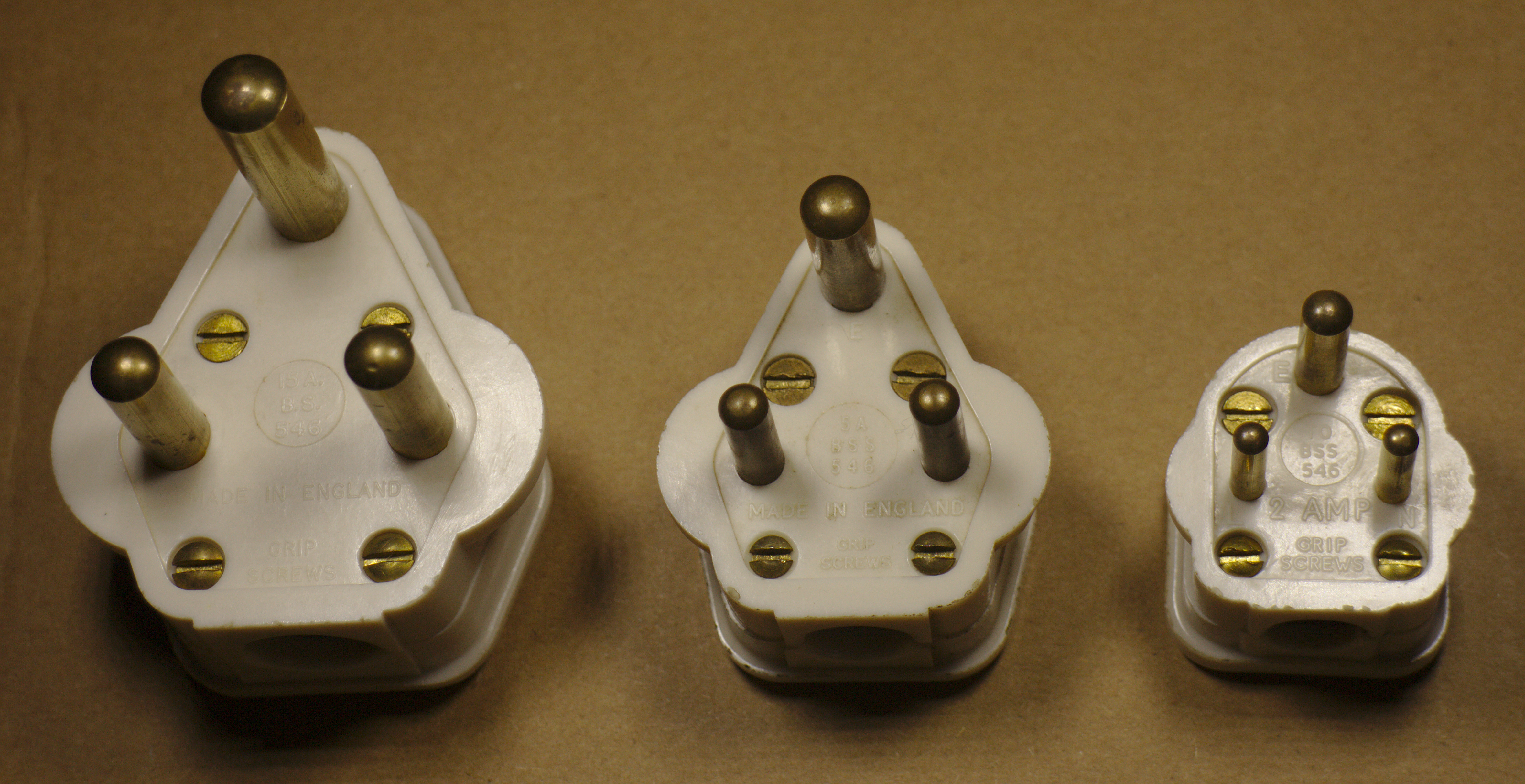
Stecker der Norm BS 546 für 15, 5 und 2 Ampere.
Die 15-A-Variante wird als Typ M bezeichnet, die 5- und 2-A-Variante als Typ D.

Der Stecker-Typ M ist ein elektrischer Steckverbinder, der vor allem in Südafrika verbreitet ist. In Lesotho und Eswatini ist er der einzige Steckertyp. In Indien ist er unter der Bezeichnung IA16A3 normiert.
In Großbritannien wurde der Stecker durch Stecker-Typ G ersetzt. Der Typ M wird in der alten britischen Norm BS 546 als 15-A 3-pin bezeichnet. Der Stecker-Typ D entstammt ebenfalls dieser Norm. Es gab auch eine 10-A-Variante des Typs M, die jedoch durch die 15-A-Variante ersetzt wurde.
Der Abstand der Pins von Neutral- und Außenleiter untereinander beträgt nicht 3⁄4″ (19 mm), sondern 1″ (25,4 mm). Die Erde ist gegenüber diesen beiden um 11⁄8″ (28,6 mm) versetzt. Für Eurostecker oder andere Stecker ist somit zwingend ein Adapter notwendig.

## Aufbau
Außenleiter, Neutralleiter und Schutzleiter sind als Kontaktstifte des Steckers ausgeführt.
Sie weisen folgende Abmessungen auf:
- Außen- und Neutralleiter
  - Durchmesser 7,06 mm
  - Länge 18,94 mm (¾ inch)
  - Abstand 25,4 mm (1 inch)
- Schutzleiter
  - Durchmesser 8,71 mm
  - Länge 28,89 mm (voreilender Kontakt).

## Verbreitung
In folgenden Ländern ist Stecker-Typ M anzutreffen:
- Bhutan
- Botswana
- Eswatini (ausschließlich)
- Großbritannien (veraltet)
- Hongkong (veraltet)
- Indien
- Irland (veraltet)
- Lesotho (ausschließlich)
- Macau
- Mosambik
- Namibia
- Nepal
- Sri Lanka
- Südafrika